# Gesse
El Gesse es un río en el sur de Francia, en los departamentos del Alto Garona, Altos Pirineos y Gers, en la región de Occitania, y un tributario del Garona tras su confluencia con el río Save cerca de Cadeillan.

## Geografía
Con 52 km de longitud, el Gesse tiene su nacimiento en Arné en la meseta de Lannemezan en los Altos Pirineos, y desemboca en el Save cerca de Cadeillan en el departamento de Gers.

## Departamentos y localidades atravesados
- Altos Pirineos: Arné-Bazordan
- Gers: Tournan, Cadeillan, Sabaillan, Sauveterre, Espaon.
- Alto Garona: Molas, Boulogne-sur-Gesse, Puymaurin, Nénigan, Péguilhan, Lunax, Saint-Ferréol-de-Comminges, Gensac-de-Boulogne, Blajan, Saint-Loup-en-Comminges, Nizan-Gesse, Boudrac.

## Principales afluentes
- Arroyo Larjo: 14,8  km
- Arroyo Merdet: 6,8  km
- Ruisseau de Saint-André: 4,9  km
- Arroyo de Moysenne: 5,2  km

## Hidrología
Durante el período de flujo bajo , su flujo se mantiene para riego y para abastecimiento de agua potable y necesidades de saneamiento a través del canal del Neste. El Gesse causó importantes daños materiales durante las inundaciones de 1977 y 2002.

### Riego
Se construyó una presa de gravedad en el Gimone entre Lalanne-Arqué y Lunax , creando el Lac de la Gimone con una longitud de unos seis kilómetros. Este lago también es alimentado en parte por el Gesse por un canal subterráneo al nivel de Blajan. Y el flujo tomado corriente arriba y reinyectado en el río en Lunax.